# Маар'ямяе
Маар'ямяе (ест. Maarjamäe  — «Мар'їна гора»)  — мікрорайон у районі Піріта міста Таллінна. Населення — 1 977 мешканців (1 січня 2008). 

## Навчальні заклади
- Академія внутрішньої оборони Естонії (Касі 61)

## Галерея

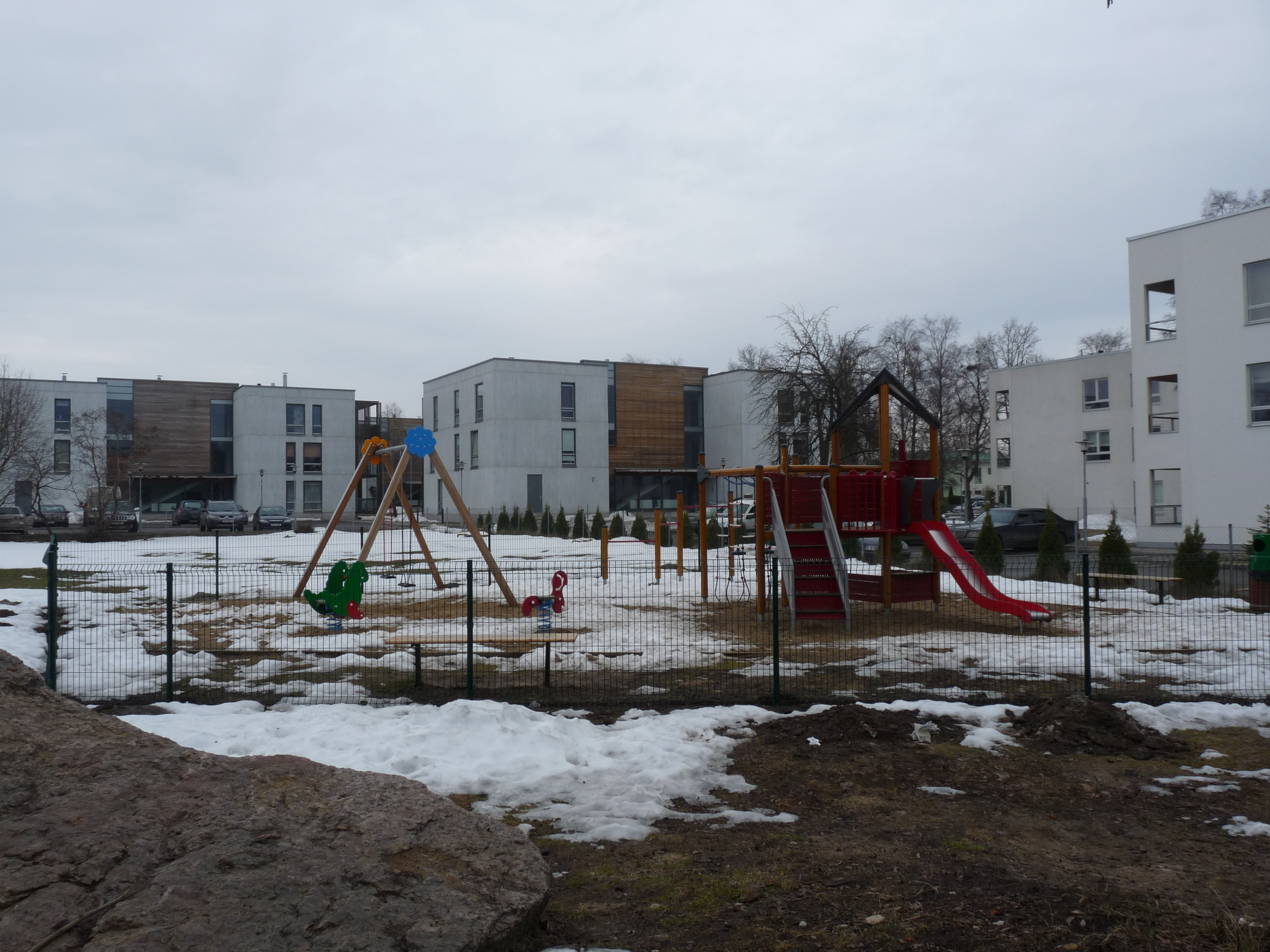
Ігровий майданчик
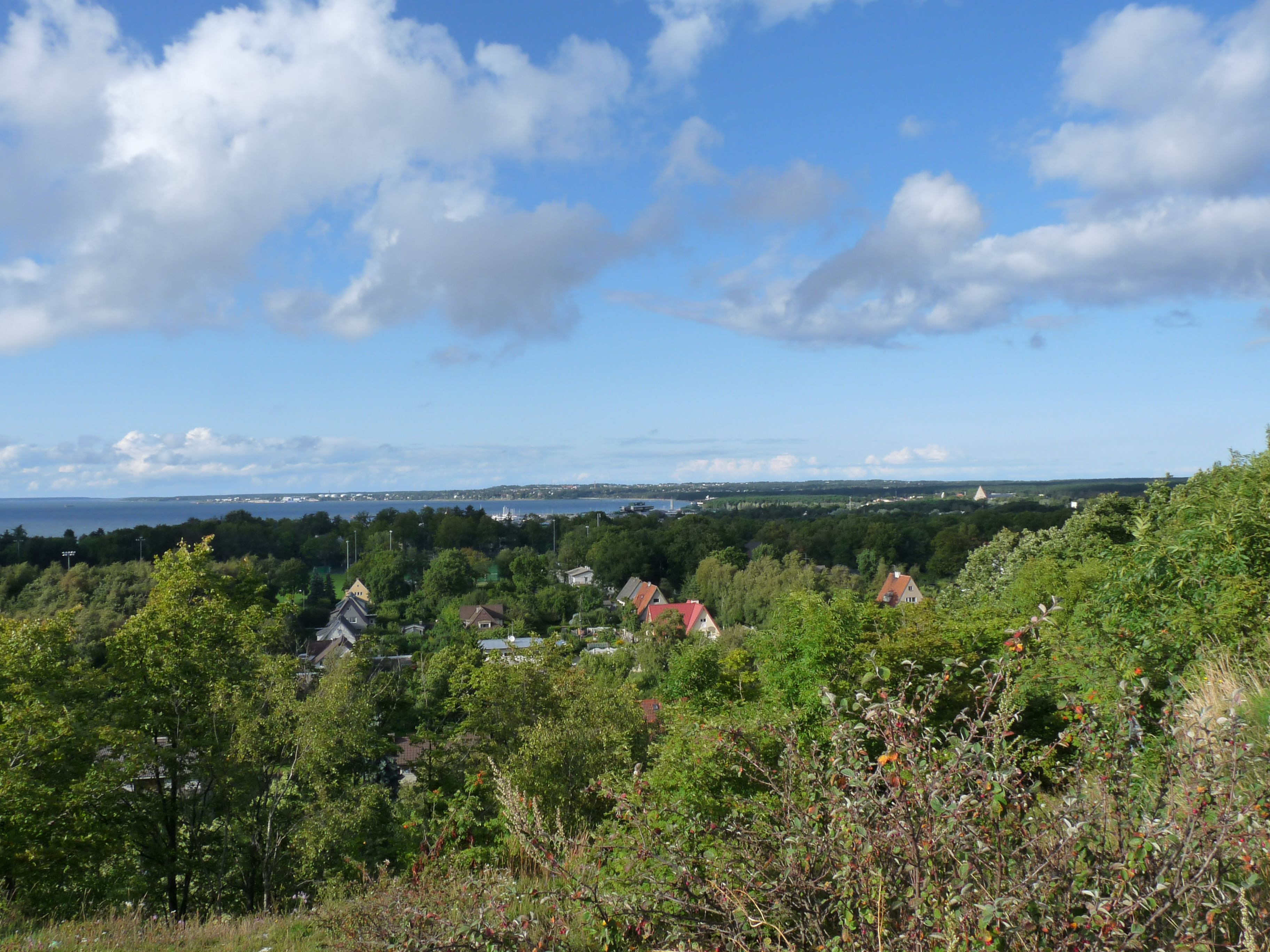
Вид з Ласнамяе
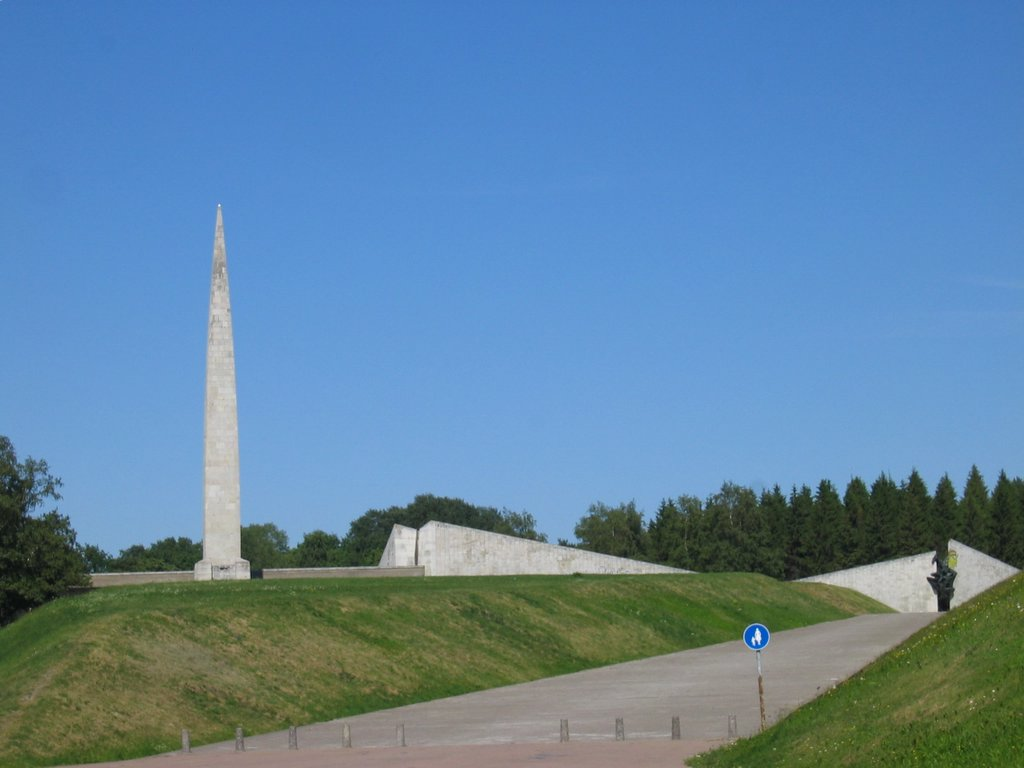
Меморіал Маар'ямяе (знаходиться у Кадриорзі)
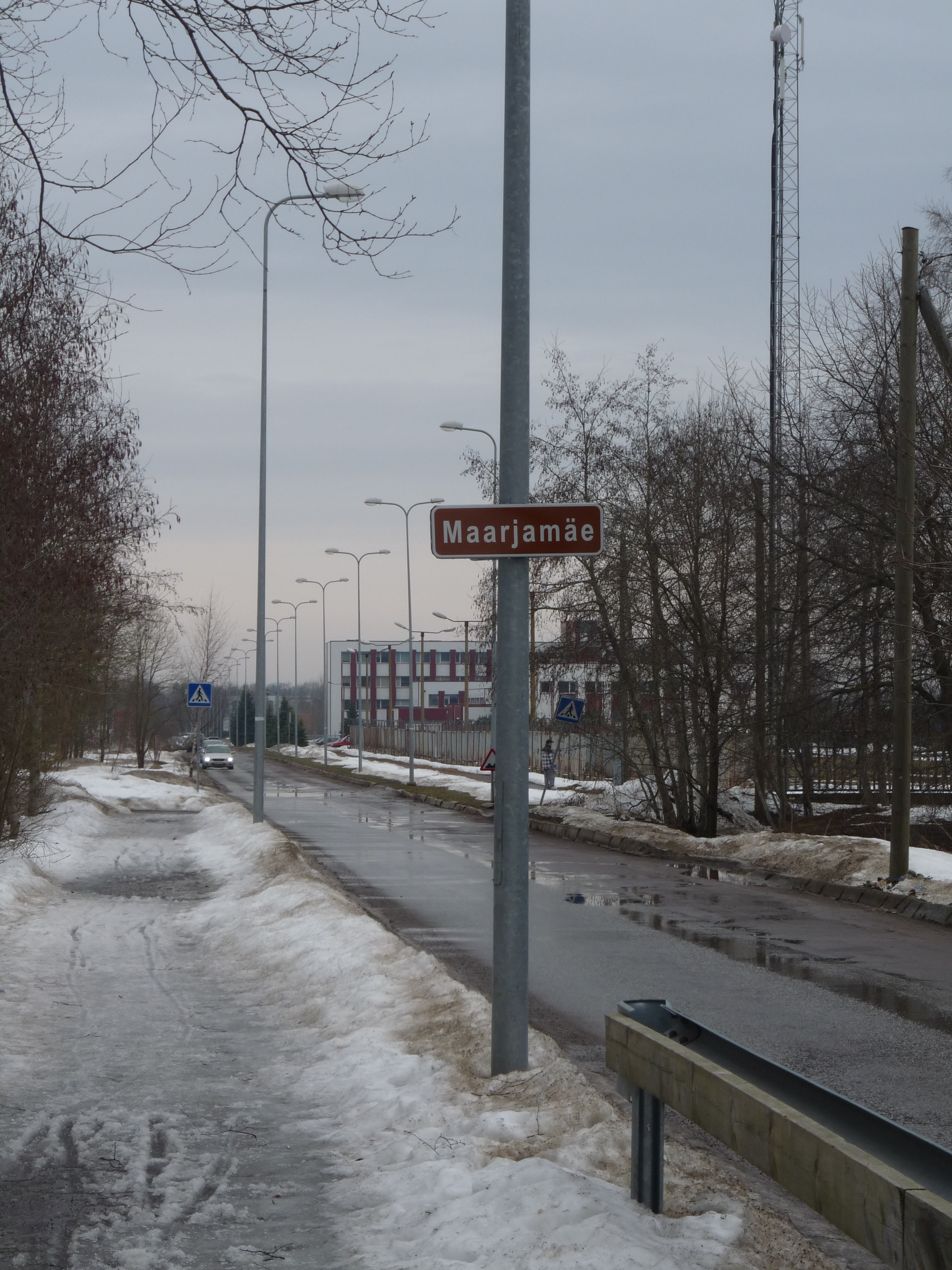
Вулиця Казе
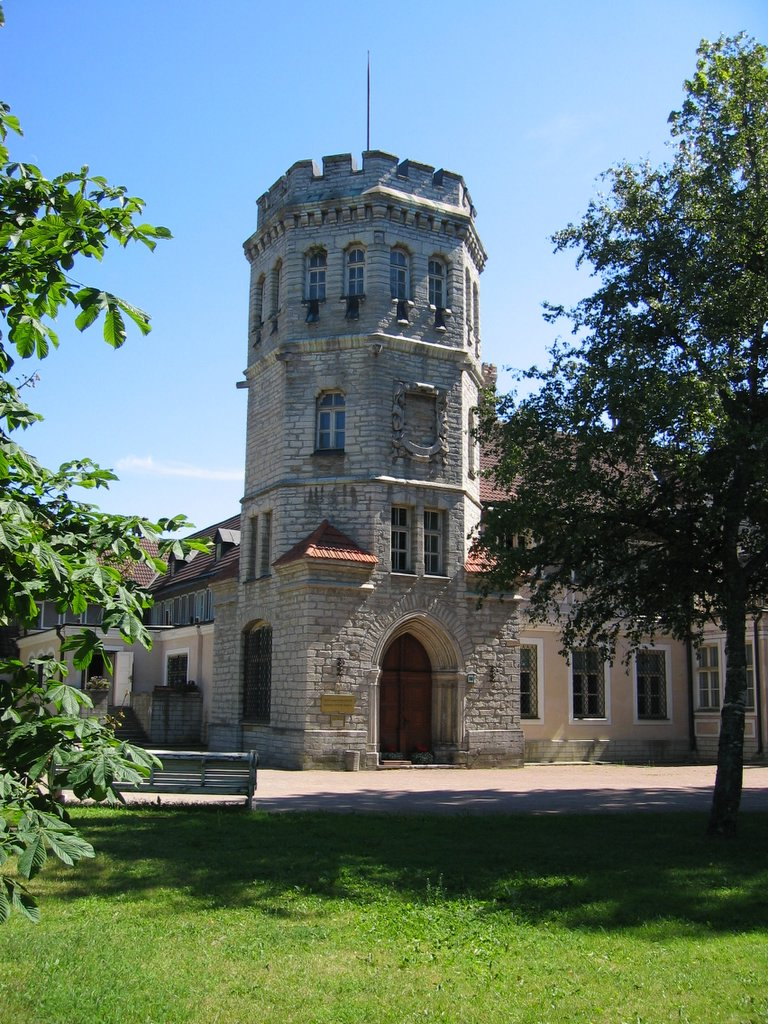
Замок Маар'ямяе, зараз філія Істріческого музею Естонії (адміністративно належить до Кадріоргу)